# Tamar Bagration
Tamar Bagration († 1161) est une princesse géorgienne du XIIe siècle. 
Tamar est la fille du roi David IV de Géorgie et de sa première épouse, la princesse arménienne Rousoudan. Elle est mariée en 1112 au Chirvanchah Shah Abu'l Muzaffar Manuchar, aussi appelé Minoutchir III Achistan et Aghsartan par les géorgiens. Après son veuvage en 1154, elle rentre dans les ordres et meurt quelques années plus tard, vers 1161.
Tamar et Minoutchir III ont eu ensemble plusieurs enfants. L'un d'eux, Chacha, serait l'ancêtre de la famille Chirvachidzé.